# Alphabet dactylologique

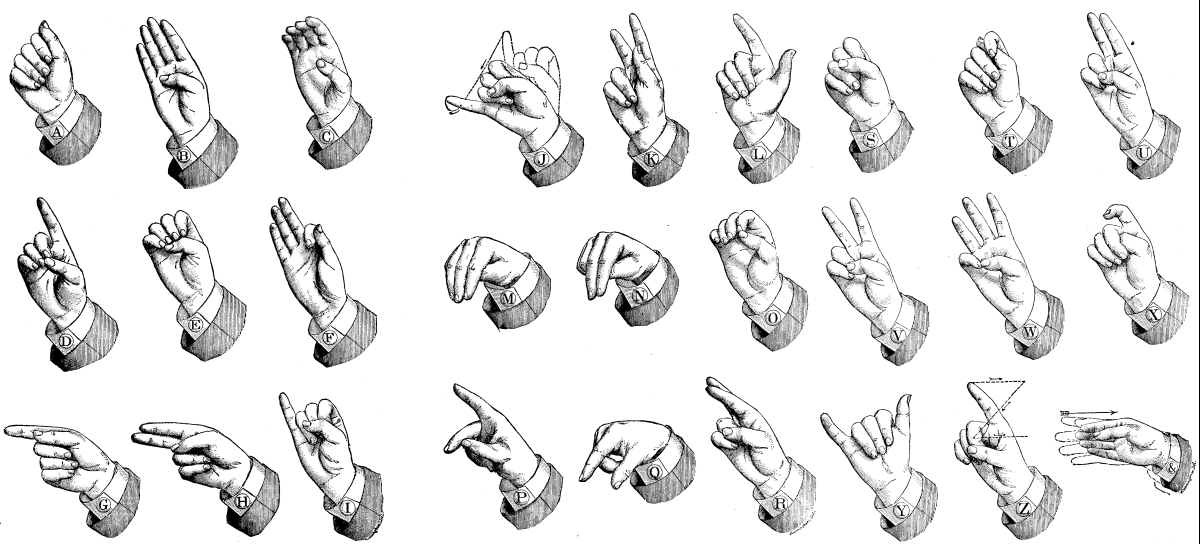
Un alphabet unimanuel publié dans the American Annals of the Deaf and Dumb, 1886.

Un alphabet dactylologique, dactylologie, alphabet manuel ou encore alphabet digital est une manière de représenter l'alphabet avec des signes de la main.
En LSF, il s'effectue avec la main droite pour les droitiers et la main gauche pour les gauchers. En langue des signes britannique, il s'effectue avec les deux mains.
Ces codes alternatifs ne font pas partie de la structure interne d'une langue des signes naturelle et ne sont pas nécessaires dans une conversation entre locuteurs d'une langue des signes appartenant à la même communauté.

## Historique
L'alphabet de la langue des signes française (LSF) n'a pas été inventé par Michel de L'Épée, mais plutôt par Juan de Pablo Bonet. La langue a été juste propagée par Charles-Michel de L'Épée au XVIIIe siècle. Certaines langues des signes utilisent un alphabet qui présente des similitudes avec celui de la LSF, par exemple les alphabets de la langue des signes américaine (ASL) et de la langue des signes québécoise (LSQ).

## Composition
L'alphabet de la LSF, de l'ASL et de la LSQ sont composés de vingt-six signes plus ou moins arbitraires pour les lettres de l'alphabet, mais dont la majorité évoque la graphie de l'alphabet latin.

## Alphabet de la Lsf

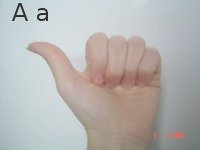
A a
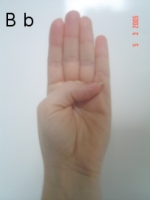
B b
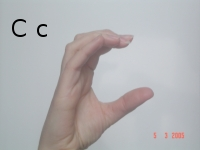
C c
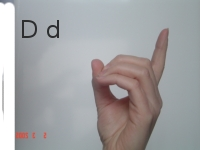
D d
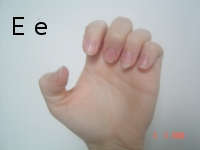
E e
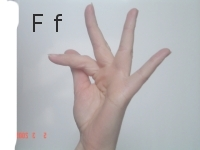
F f
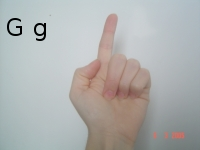
G g
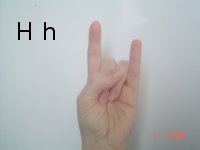
H h
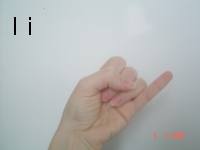
I i
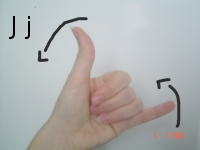
J j
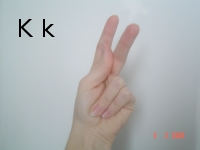
K k
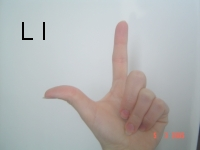
L l
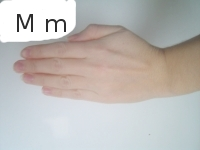
M m
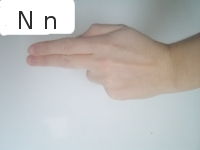
N n
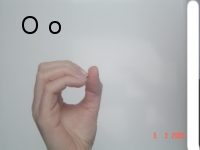
O o
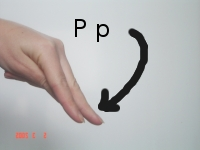
P p
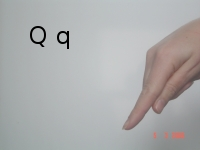
Q q
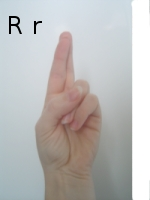
R r
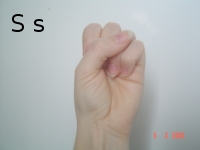
S s
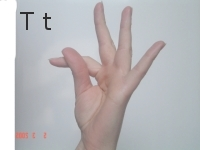
T t
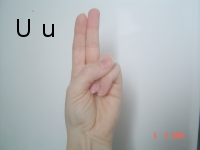
U u
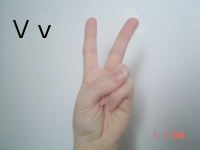
V v
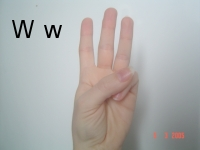
W w
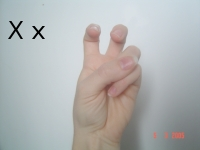
X x
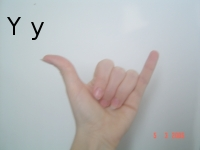
Y y
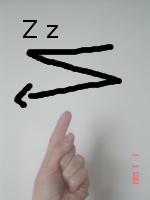
Z z

Pour la plupart des images, il s'agit d'un signeur gaucher, les signes sont les mêmes pour les droitiers mais avec la main droite. La proportion de gauchers est en effet supérieure chez les sourds de naissance que dans le reste de la population (voir à ce sujet l'article surdité d'origine génétique).

## Les alphabets manuels nord-américains
La langue des signes américaine et la langue des signes québécoise partagent le même alphabet dérivé de la LSF.
L'alphabet manuel (la langue des signes québécoise) est identique à l'alphabet manuel de l'ASL (l'American Sign Language). Il ne faut cependant pas conclure qu'il s'agit d'un alphabet universel. En effet, même si des langues orales comme le français et l'anglais partagent les mêmes symboles pour l'écriture, l'alphabet manuel est généralement différent d'une région à l'autre. Ainsi, il y a de légères différences entre les configurations de la main utilisées dans l'alphabet manuel de la LSQ et celles de la LSF (langue des signes française). Certaines langues de signes utilisent même les deux mains pour produire l'alphabet manuel, comme c'est le cas pour la BSL (British Sign Language).

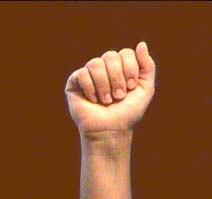
A
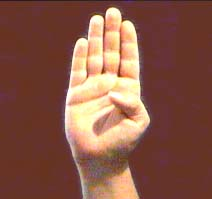
B
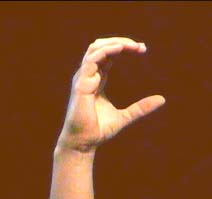
C
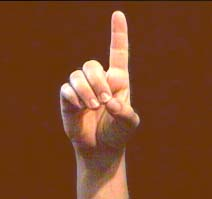
D
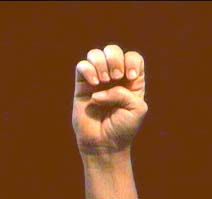
E
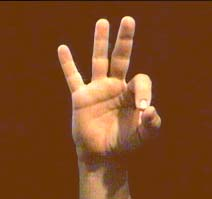
F
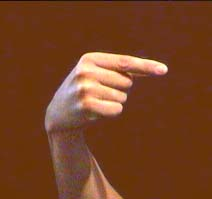
G
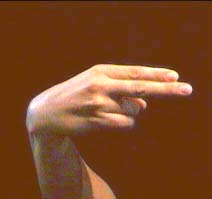
H
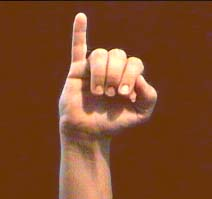
I
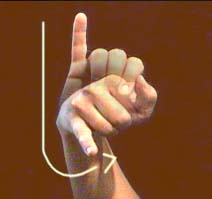
J
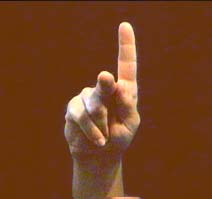
K
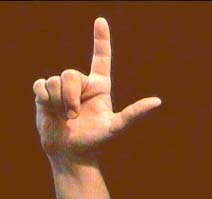
L
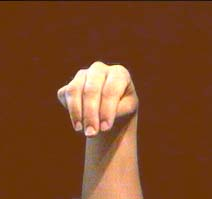
M
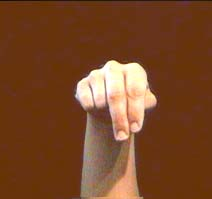
N
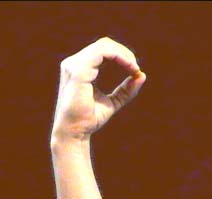
O
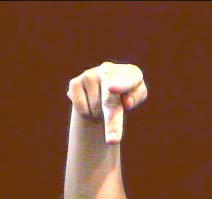
P
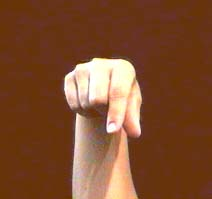
Q
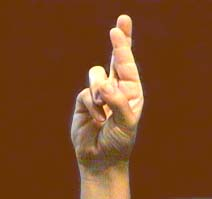
R
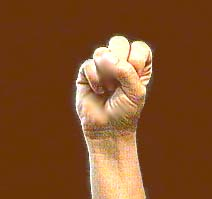
S
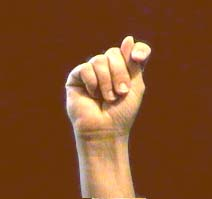
T
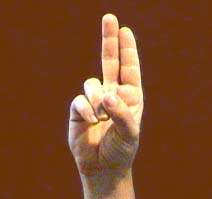
U
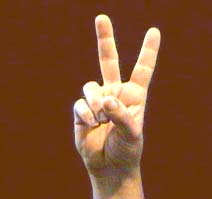
V
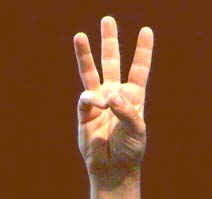
W
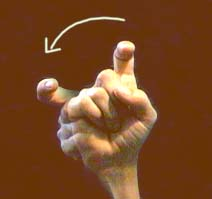
X
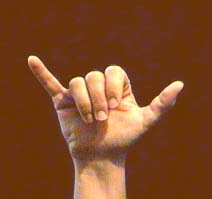
Y
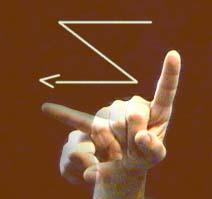
Z

- Pour ces images, il s'agit d'un signeur droitier.

## Utilisation
La dactylologie s'utilise principalement pour épeler les noms propres et très rarement les mots, mais aussi pour initialiser le début d'un mot.

### Initialisation et épellation
L'initialisation consiste à incorporer une lettre de l'alphabet, qui correspond à la première lettre du mot exprimé, dans la production d'un signe spécifique. En LSQ, par exemple, les configurations des mains emprunteront un S pour le signe "société" mais un F pour le signe "famille" tout en effectuant le même mouvement dans un même lieu d'articulation.
L'épellation consiste à représenter chaque lettre du mot exprimé par des configurations spécifiques des mains correspondant aux lettres de l'alphabet. Ce procédé est utilisé pour écrire dans les airs, en quelque sorte. Les mots nouveaux et les noms propres seront épelés, c'est l'une des techniques qui permet aux interprètes en langue des signes de transmettre un sens intégral, même si un nouveau terme ne possède pas encore d'équivalent en signe.
L'épellation s'effectue dans un espace particulier qu'il est convenu d'appeler "l'espace d'épellation". Il s'agit d'un espace se trouvant dans l'angle naturel de la main dominante (gauche ou droite selon le cas) lorsque l'avant-bras est replié vers l'avant avec la main dirigée vers le haut, paume à l'avant. Les termes sont épelés en faisant se succéder les lettres du mot à une vitesse naturelle d'articulation et en bougeant légèrement la main vers l'extérieur au fur et à mesure de l'épellation.

### Les noms de personnes

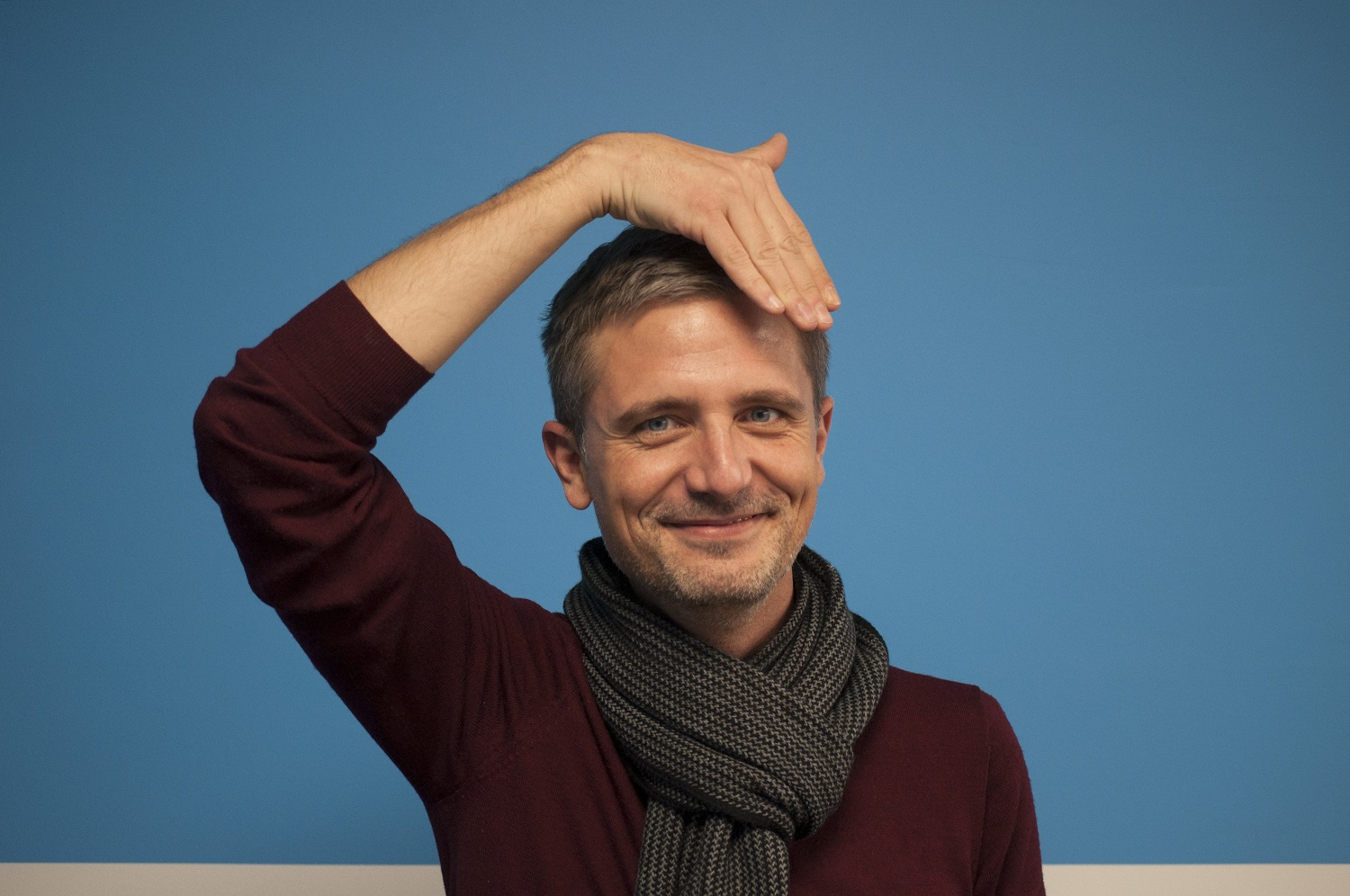
«Donald Trump», signe de l'année 2016 de la Fédération suisse des sourds

Lorsqu'on parle de personnes sourdes, elles ont généralement un signe qui correspond à leur nom et il n'est pas nécessaire d'épeler (seulement si l'interlocuteur ne la connaît pas, il aura vite fait d'intégrer ce nouveau signe-nom).
Si vous êtes entendant, les sourds vous baptisent d'un signe-nom et c'est ainsi que l'on parlera de vous désormais.

### Les noms de villes ou de lieux
Certaines villes reçoivent des signes comme certains lieux, mais il faut parfois les épeler, les signes n'étant pas forcément connus de l'interlocuteur.
Pour les entendants, il est très facile de se faire comprendre par un sourd, en connaissant l'alphabet en LSF qui permet d'exprimer l'essentiel. La plupart des sourds montrent le signe du mot après qu'il a été épelé, et il suffit de le refaire en l'intégrant pour enrichir son propre vocabulaire. En partant de cela avec un peu d'exercice, il devient bien plus facile de s'exprimer… il sera néanmoins plus difficile de comprendre ce qu'expriment les sourds.